# Porvenir (Chile)
Porvenir – miasto w Chile, w regionie Magallanes, w prowincji Ziemia Ognista. W 2017 roku liczyło 6062 mieszkańców.